# Коробейников, Василий Алексеевич
Васи́лий Алексе́евич Коробе́йников (ошибочно указывается как Михаил Яковлевич, 14 июля 1893, Сарапуль, Российская империя — 24 апреля 1924, Харбин, Китайская республика) — русский офицер, корнет (с 1917). Деятель Белого движения, командующий Якутской народной армией.

## Биография
Родился в семье мещанина в городе Сарапуле Вятской губернии. Окончил 6 классов реального училища и проучился пять семестров Вятской ветеринарной школы.
Участник Первой мировой войны. Окончил краткосрочные 8-месячные курсы Николаевского кавалерийского училища, получил звание корнета.
Награждён за смелость и отвагу орденом Святой Анны. Также, по словам историков является полным кавалером 4 степеней солдатского Георгиевского креста, однако какие-либо документальные свидетельства награждения отсутствуют.

### Гражданская война
Служил в армии Колчака в 1918-1919 гг. Попал в плен в Нижнеудинске. В мае 1920 года переведён с Иркутского губвоенкомата в Якутский губвоенкомат ветеринарным фельдшером. В марте 1921 года назначен помощником делопроизводителя в мобилизационном отделе.
В августе 1921 года сбежал из Якутска в Охотск к белогвардейцам вместе с восемью бывшими колчаковскими офицерами. Осуществил антисоветский мятеж в Якутии и встал во главе так называемой Якутской народной армии, куда вошёл непосредственно отряд Коробейникова, а также отряды поддержавших его В. Озерова и В. Г. Ксенофонтова. В марте 1922 года в Чурапче ими было образовано Временное Якутское областное народное управление.
В начале 1922 года отряды Коробейникова осадили Якутск, но уже летом в результате Никольского боя были разбиты частями Красной Армии и отступили в район Охотска и Аяна, где соединились с частями «Сибирской добровольческой дружины» генерал-лейтенанта А. Н. Пепеляева, прибывшими из подконтрольного ДВР Владивостока по морю. Объединённые войска, в общей сложности насчитывавшие больше тысячи человек, вновь предприняли наступление на Якутск. Однако Коробейников отказался от участия в новом походе, ссылаясь на проблемы со здоровьем.
Дальнейшая судьба корнета неизвестна. По данным якутского историка Владимира Пестерева, Коробейников эмигрировал в Маньчжурию и умер в Харбине 24 апреля 1924 года (по неподтверждённым данным, покончил с собой, прыгнув с железнодорожного моста в Сунгари). По данным писателя-историка Леонида Юзефовича, в Маньчжурии с ним никто не встречался. По мнению писателя мог уплыть на Филиппины, а затем в США.